# Jevgeni Redkin
Jevgeni Leodinovitsj Redkin (Wit-Russisch: Яўген Леанідавіч Рэдзькін, Russisch: Евгений Леонидович Редькин) (Chanty-Mansiejsk, 2 februari 1970) is een Wit-Russisch voormalig biatleet. 

## Carrière
Redkin won verrassend de gouden medaille op de 20km individueel tijdens de Olympische Winterspelen 1992 in het Franse Albertville. Zijn beste prestatie op een individuele afstand tijdens de wereldkampioenschappen was een 28ste plaats op de sprint in 1993.

## Belangrijkste resultaten

### Olympische Winterspelen
| Jaar | Plaats      | Resultaten           |
| ---- | ----------- | -------------------- |
| 1992 | Albertville | 20km individueel     |
| 1994 | Lillehammer | 53e 20km individueel |